# Коваль, Владимир Николаевич
Коваль Владимир Николаевич (17 мая 1942 — 27 апреля 2013) — актёр театра и кино, заслуженный артист РСФСР (1987).

## Биография
Владимир Коваль родился 17 мая 1942 года в семье наркома земледелия, будущего Первого секретаря ЦК КП(б) Молдавской ССР Николая Коваля.
В 1965 году окончил Театральный институт имени Бориса Щукина (курс В. К. Львовой). С 1965 года — актёр театра Вахтангова.
Скончался 27 апреля 2013 года на 71-м году жизни. Похоронен на Троекуровском кладбище.

## Семья
- Жена — Екатерина Райкина (род. 1938), актриса Театра им. Вахтангова, заслуженная артистка РСФСР (1976), дочь актёра, народного артиста СССР Аркадия Райкина.

## Фильмография
| Год  | Фильм                                                 | Роль                          |
| ---- | ----------------------------------------------------- | ----------------------------- |
| 1966 | Жизнь хорошая штука, брат!                            |                               |
| 1967 | Курьер Кремля (телеспектакль)                         |                               |
| 1969 | Оперативная командировка (телеспектакль)              |                               |
| 1970 | Случай с Полыниным                                    |                               |
| 1971 | Тропой бескорыстной любви                             |                               |
| 1973 | Память сердца (телеспектакль)                         | Антон                         |
| 1976 | Когда-то в Калифорнии (телеспектакль)                 | Стэнтон, почтмейстер          |
| 1977 | Мещанин во дворянстве (телеспектакль)                 | Клеонт                        |
| 1977 | Человек с ружьём (телеспектакль)                      |                               |
| 1978 | Лето в Ноане (телеспектакль)                          | Теодор Руссо                  |
| 1978 | Тогда в Севилье (телеспектакль)                       | дон Антонио                   |
| 1979 | Кот в сапогах (телеспектакль)                         | Стефан, сын мельника          |
| 1980 | Антоний и Клеопатра (телеспектакль)                   | Долабелла, приверженец Цезаря |
| 1980 | Дом у кольцевой дороги                                | Фёдор, таксист                |
| 1981 | Утро вечера мудренее                                  | Володя, муж Ирмы              |
| 1981 | С вечера до полудня                                   |                               |
| 1982 | Гонки по вертикали                                    | синьор Костелли               |
| 1982 | Ричард III (телеспектакль)                            | Сэр Уильям Кетсби             |
| 1982 | Мистерия-Буфф (телеспектакль)                         | машинист                      |
| 1983 | Сирано де Бержерак (телеспектакль)                    | граф де Гиш                   |
| 1987 | Тринадцатый председатель (телеспектакль)              | Закиров                       |
| 1989 | Брестский мир (телеспектакль)                         | Сталин                        |
| 1996 | Клубничка Серии: Сейф; Берегись автомобилей!          | дядя Жора                     |
| 1998 | Крутые менты Дело № 1: Смертельное шоу                |                               |
| 2000 | Маросейка 12 Мокрое дело                              | Мисоян                        |
| 2002 | Трое против всех                                      | Вадим Юрьевич Хавкин          |
| 2003 | Трое против всех 2                                    | Вадим Юрьевич Хавкин          |
| 2003 | Москва. Центральный округ Владимир Теодорович Смураго |                               |
| 2004 | Водитель для Веры                                     | гинеколог                     |
| 2005 | За всё тебя благодарю                                 |                               |
| 2008 | И через тысячу лет...                                 |                               |
| 2010 | Брак по завещанию                                     |                               |
| 2012 | Белая гвардия                                         |                               |

В 2008 году Владимир Коваль выступил продюсером фильма «И через тысячу лет…».